# Dobytí Orange
Dobytí Orange (Prise d'Orange) je jeden z francouzských středověkých hrdinských eposů, tzv. chansons de geste. Píseň pochází z poloviny 12. století, vysvětluje se v ní, jak Vilém z Narbonne přišel ke svému jménu Oranžský, a je proto řazena do Cyklu Viléma Oranžského.

## Obsah písně
Píseň začíná ve městě Nîmes, které Vilém nedávno dobyl (viz píseň Jízda na vozech do Nîmes). Objeví se zde vyčerpaný muž Gilbert, který byl tři roky vězněn Saracény v Orange, než se mu podařilo uprchnout. Vilém, který si vzpomene na princeznu Orable, které kdysi poslal vzkaz (viz píseň Vilémovo mládí), že si pro ni přijde a vezme si ji za manželku, pronikne se svým synovcem Guibelinem a s Gilebertem do Orange v přestrojení za Saracéna. Princeznu navštíví ve věži Gloriett, kde sídlí, ale zde je uprchlíkem z Nîmes jejich přestrojení odhaleno. Frankům se podaří Saracény z věže vypudit a s pomocí Orable, která jim poskytne zbraně i brnění, se ve věži zabarikádovat. Saracéni však vyžijí tajnou chodbu a Franky vezmou do zajetí. Gilbertovi se s pomocí Orable podaří uprchnout, tajnou chodbou se dostat k Rhôně a odtud do Nîmes s žádostí o pomoc. Další Vilémův synovec Bertrand shromáždí v Nîmes velkou armádu, oblehne Orange, s Gilebertem pronikne do města a otevře svému vojsku brány. Po krátkém boji křesťané zvítězí a Vilém je od této chvíle znám jako Vilém Oranžský. Píseň končí pokřtěním Orable na Guibourg a její svatbou s Vilémem.